# Джефферсон (Джорджія)
Джефферсон (англ. Jefferson) — місто (англ. city) в США, в окрузі Джексон штату Джорджія. Населення — 13 233 особи (2020).

## Географія
Джефферсон розташований за координатами 34°8′8″ пн. ш. 83°36′6″ зх. д. / 34.13556° пн. ш. 83.60167° зх. д. (34.135486, -83.601578).  За даними Бюро перепису населення США в 2010 році місто мало площу 56,99 км², з яких 56,12 км² — суходіл та 0,87 км² — водойми.

## Демографія
Згідно з переписом 2010 року, у місті мешкали 9432 особи в 3328 домогосподарствах у складі 2531 родини. Густота населення становила 166 осіб/км².  Було 3666 помешкань (64/км²).
Расовий склад населення:
| - 83,1 % — білих - 10,0 % — чорних або афроамериканців - 1,6 % — азіатів - 0,3 % — корінних американців - 0,1 % — вихідців з тихоокеанських островів - 3,2 % — осіб інших рас |

До двох чи більше рас належало 1,8 %. Частка іспаномовних становила 7,5 % від усіх жителів.
За віковим діапазоном населення розподілялося таким чином: 30,9 % — особи молодші 18 років, 57,7 % — особи у віці 18—64 років, 11,4 % — особи у віці 65 років та старші. Медіана віку мешканця становила 33,4 року. На 100 осіб жіночої статі у місті припадало 93,0 чоловіків;  на 100 жінок у віці від 18 років та старших — 86,7 чоловіків також старших 18 років.
Середній дохід на одне домашнє господарство  становив 64 199 доларів США (медіана — 52 794), а середній дохід на одну сім'ю — 71 636 доларів (медіана — 62 923). За межею бідності перебувало 11,1 % осіб, у тому числі 8,6 % дітей у віці до 18 років та 12,9 % осіб у віці 65 років та старших.
Цивільне працевлаштоване населення становило 4233 особи. Основні галузі зайнятості: освіта, охорона здоров'я та соціальна допомога — 19,5 %, виробництво — 14,5 %, роздрібна торгівля — 13,1 %.